# Sankt Pauls Skole
Sankt Pauls Skole er en katolsk privatskole på Frøgård Allé i Taastrup, hvis fundament og virke bygger på det katolsk-kristne livs- og menneskesyn. Skolen består af børnehaveklasse til og med 9. klassetrin med i alt cirka 250 elever og cirka 25 lærere inklusiv personale til den tilhørende fritidsordning. Skolens fritidsordning tilbydes skolens elever fra børnehaveklassen til 3. klasse og er fysisk lokaliseret på selve skolen. Skolens kendetegn er det kristne symbol træet, som skal symbolisere vækst, livskraft og den evige tro.

## Historie
Sankt Pauls Skole blev etableret den 1. august 1976 med tre klasser – en børnehaveklasse, en 1. og en 2. klasse – i menighedssalen i Sankt Pauls Kirkes sogn på Køgevej i Taastrup. Skolen blev navngivet efter den nærliggende romersk-katolske Sankt Pauls Kirke på Frøgård Allé i Taastrup. Efter at skolen havde levet en omvandrende tilværelse med sine klasser placeret på flere forskellige lokaliteter, overtog skolen endeligt den 1. november 1981 bygningerne på Frøgård Allé, og den 12. november flyttede lærere og elever ind. Forinden overtagelsen havde Ansgarstiftelsen købt grunden og begyndte byggeriet af skolens nuværende bygninger, som siden hen har oplevet udvidelser i fire etaper.